# Башту, Бруну
Бруну Мигел Лейте Башту (порт. Bruno Miguel Leite Basto), или просто Башту (21 мая 1978, Лиссабон, Португалия) — португальский футболист, защитник.

## Карьера
Воспитанник футбольной школы лиссабонской «Бенфики», однако первой его профессиональной командой стала «Алверка». В «Бенфику» попал лишь в январе 1998 года. После двух сезонов в «Бенфике» перебрался за границу, где играл более 6 лет: 4,5 года в «Бордо», второй круг сезона 2004/2005 в роттердамском «Фейеноорде», и 6 месяцев в «Сент-Этьене», в котором редко выходил на поле. В 2006 году возвратился в Португалию, подписав контракт с «Насьоналом». В этом клубе его выступления были очень редки: футболист часто оказывался на скамье запасных. В январе 2008 года перешёл в ярославский «Шинник», где играл вместе со своим с соотечественником Рикарду Силвой. 22 июня 2009 года был отзаявлен клубом.